# Dracopelta
Dracopelta ("dračí štít") byl rod menšího ankylosauridního dinosaura, který žil v období svrchní jury na území dnešního Portugalska. V roce 1980 popsal tohoto obrněného dinosaura paleontolog Peter Galton. Typový exemplář byl pojmenován podle jeho kolegy George Zbyszewskiho. Bylo popsáno také několik dalších exemplářů tohoto dinosaura.

## Fosilie a zařazení
Holotyp drakopelty sestává z hrudního koše s třinácti dorzálními obratli a pěti dermálními štítky. Jde o prvního ankylosaura, u kterého bylo zjištěno jurské stáří a zároveň jde o jednoho z nejprimitivnějších. Původně byl určen jako zástupce čeledi Nodosauridae, podle analýzy z roku 2004 (Vickaryous et al.) jde však o Ankylosauria incertae sedis.

## Rozměry
Je obtížné určit přesnou velikost tohoto dinosaura, je však pravděpodobné, že měřil pouze kolem 2 až 3 metrů na délku. Podle Gregoryho S. Paula měřil druh D. zbyszewskii asi 3 metry na délku a vážil kolem 300 kg. Patřil tak k vůbec nejmenším známým ankylosaurům. Byl zřejmě býložravý.